# Коул-Ран-Вілледж (Кентуккі)
Коул-Ран-Вілледж (англ. Coal Run Village) — місто (англ. city) в США, в окрузі Пайк штату Кентуккі. Населення — 1669 осіб (2020).

## Географія
Коул-Ран-Вілледж розташований за координатами 37°32′14″ пн. ш. 82°33′28″ зх. д. / 37.53722° пн. ш. 82.55778° зх. д. (37.537149, -82.557893).  За даними Бюро перепису населення США в 2010 році місто мало площу 22,38 км², уся площа — суходіл.

## Демографія
Згідно з переписом 2010 року, у місті мешкало 1706 осіб у 731 домогосподарстві у складі 489 родин. Густота населення становила 76 осіб/км².  Було 771 помешкання (34/км²).
Расовий склад населення:
| - 95,9 % — білих - 2,2 % — азіатів - 1,1 % — чорних або афроамериканців - 0,1 % — корінних американців |

До двох чи більше рас належало 0,6 %. Частка іспаномовних становила 0,6 % від усіх жителів.
За віковим діапазоном населення розподілялося таким чином: 20,6 % — особи молодші 18 років, 66,6 % — особи у віці 18—64 років, 12,8 % — особи у віці 65 років та старші. Медіана віку мешканця становила 38,4 року. На 100 осіб жіночої статі у місті припадало 99,3 чоловіків;  на 100 жінок у віці від 18 років та старших — 90,6 чоловіків також старших 18 років.
Середній дохід на одне домашнє господарство  становив 53 461 долар США (медіана — 37 019), а середній дохід на одну сім'ю — 60 901 долар (медіана — 46 394). Медіана доходів становила 40 321 долар для чоловіків та 28 125 доларів для жінок. За межею бідності перебувало 20,3 % осіб, у тому числі 31,0 % дітей у віці до 18 років та 5,1 % осіб у віці 65 років та старших.
Цивільне працевлаштоване населення становило 788 осіб. Основні галузі зайнятості: освіта, охорона здоров'я та соціальна допомога — 21,7 %, роздрібна торгівля — 18,5 %, мистецтво, розваги та відпочинок — 12,8 %, сільське господарство, лісництво, риболовля — 8,2 %.